# جون ر. بيتروس
جون ر. بيتروس (بالإنجليزية: John R. Petrus)‏ هو سياسي أمريكي، ولد في 23 أكتوبر 1923، وتوفي في 1983. حزبياً، نشط في الحزب الجمهوري. وقد انتخب عضو جمعية ولاية ويسكونسن.